# Bitia hydroides
Bitia hydroides е вид влечуго от семейство Homalopsidae. Видът не е застрашен от изчезване.

## Разпространение
Разпространен е в Малайзия, Мианмар, Сингапур и Тайланд.